# Домелије
Домелије (фр. Doméliers) насеље је и општина у североисточној Француској у региону Пикардија, у департману Оаза која припада префектури Бове.
По подацима из 2011. године у општини је живело 226 становника, а густина насељености је износила 36,87 становника/km². Општина се простире на површини од 6,13 km². Налази се на средњој надморској висини од 180 метара (максималној 187 m, а минималној 114 m).

## Демографија
| 1962. | 1968. | 1975. | 1982. | 1990. | 1999. | 2011. |
| ----- | ----- | ----- | ----- | ----- | ----- | ----- |
| 168   | 170   | 133   | 126   | 191   | 203   | 226   |

График промене броја становника у току последњих година